# Big Gipp

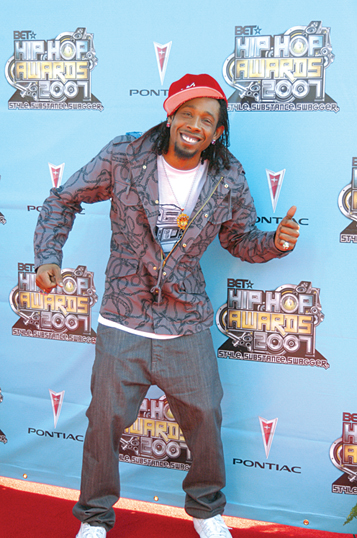
Big Gipp.

Big Gipp (nació con el nombre de Cameron Gipp, 28 de abril de 1973) es el cuarto miembro del grupo de hip hop Goodie Mob. Su esposa es la cantante de R&B Joi, otra miembro del colectivo Dungeon Family, donde también están involucrados Goodie Mob.
Conocido por su álbum en solitario Mutant Mindframe, sacado en 2003. El sencillo del álbum, Steppin' Out, es cantado junto al artista de R&B Sleepy Brown.
Después de colaborar con Nelly & Ali de St. Lunatics en el tema de Nelly "Down In Da Water", Big Gipp & Ali han formado una alianza y sacaron un nuevo álbum "Kinfolk" en noviembre del 2006.

## Sencillos
- 2005 - Grillz - (Nelly featuring Paul Wall, Ali & Big Gipp) (Número 1 dos semanas en Estados Unidos)
- 2006 - Work Dat Twerk Dat (Junto el miembro de Los St. Lunatics "ALI" y con la colaboración de Murphy Lee)
- 2006 - Go Head (Junto el miembro de Los St. Lunatics "ALI")
- 2006 - N Da Paint (Junto el miembro de Los St. Lunatics "ALI" y la colaboración de Nelly)
- 2007 - Almost Made Ya (Junto el miembro de Los St. Lunatics "ALI" y la colaboración de LeToya)